# Theridion ludius
Theridion ludius là một loài nhện trong họ Theridiidae.
Loài này thuộc chi Theridion. Theridion ludius được Eugène Simon miêu tả năm 1880.